# نورمان سوندرز
نورمان سوندرز (بالإنجليزية: Norman Saunders)‏ هو سياسي بريطاني، ولد في 1943. حزبياً، نشط في Progressive National Party (Turks and Caicos Islands) ‏.